# Поль Ганьє
Поль Ганьє (фр. Paul Gagné, нар. 6 лютого 1962, Ірокез-Фоллс) — канадський хокеїст, що грав на позиції крайнього нападника.

## Ігрова кар'єра
Професійну хокейну кар'єру розпочав 1980 року.
1980 року був обраний на драфті НХЛ під 19-м загальним номером командою «Колорадо Рокіз».
Протягом професійної клубної ігрової кар'єри, що тривала 20 років, захищав кольори команд «Колорадо Рокіз», «Нью-Джерсі Девілс», «Торонто Мейпл-Ліфс» та «Нью-Йорк Айлендерс».
Загалом провів 390 матчів у НХЛ.